# Vladimir Levchenko
Vladimir Maksymovych Levchenko  (Kiev, 18 de fevereiro de 1944 - abril de 2006) foi um futebolista soviético, que atuava como defensor.

## Carreira
Vladimir Levchenko fez parte do elenco da Seleção Soviética de Futebol, da Euro de 1968.